# Witold Eugeniusz Sawicki

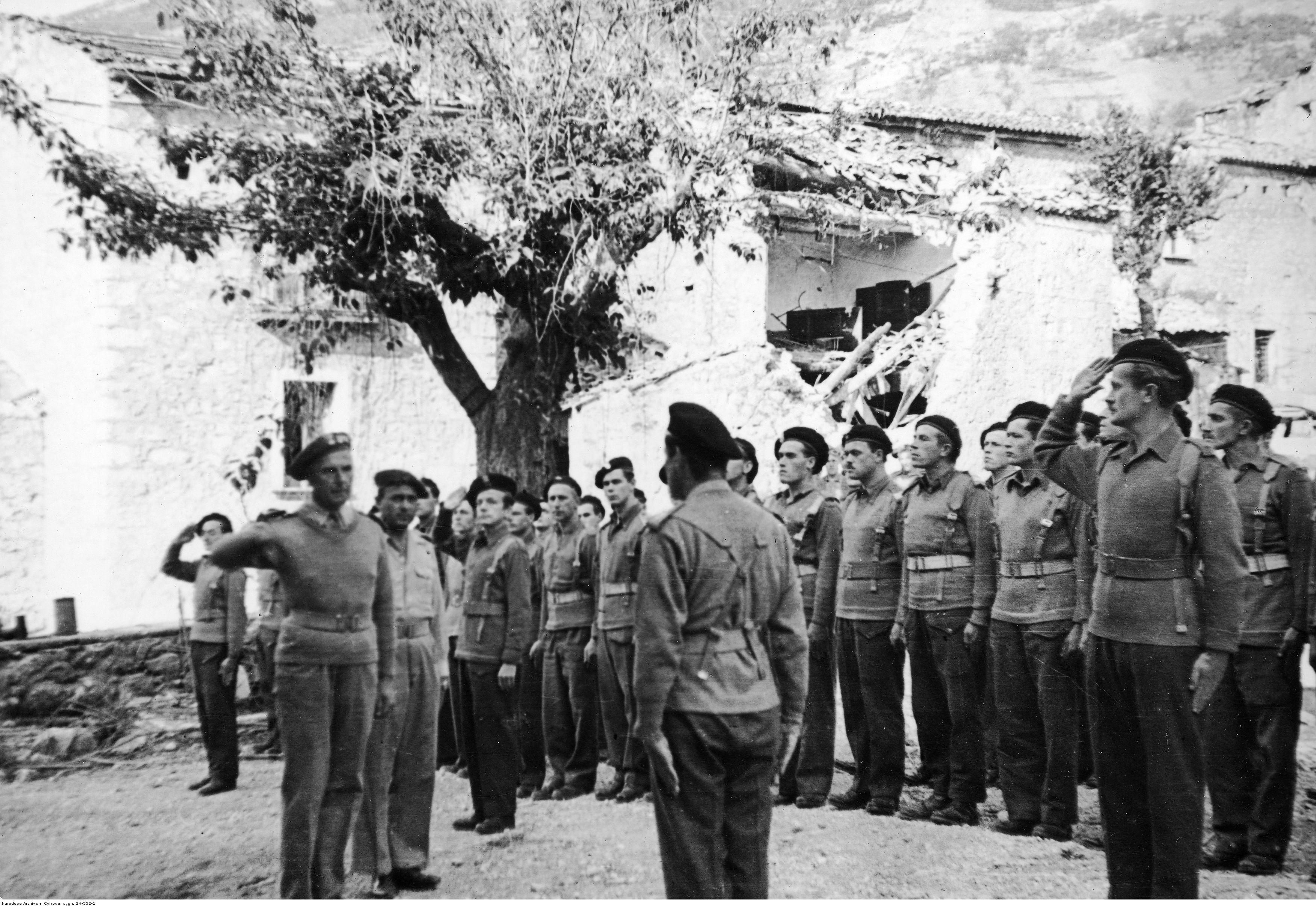
Uroczystość w 6 Lwowskiej Brygadzie Piechoty – płk Witold Eugeniusz Sawicki (1. z lewej) przed oddziałem żołnierzy.

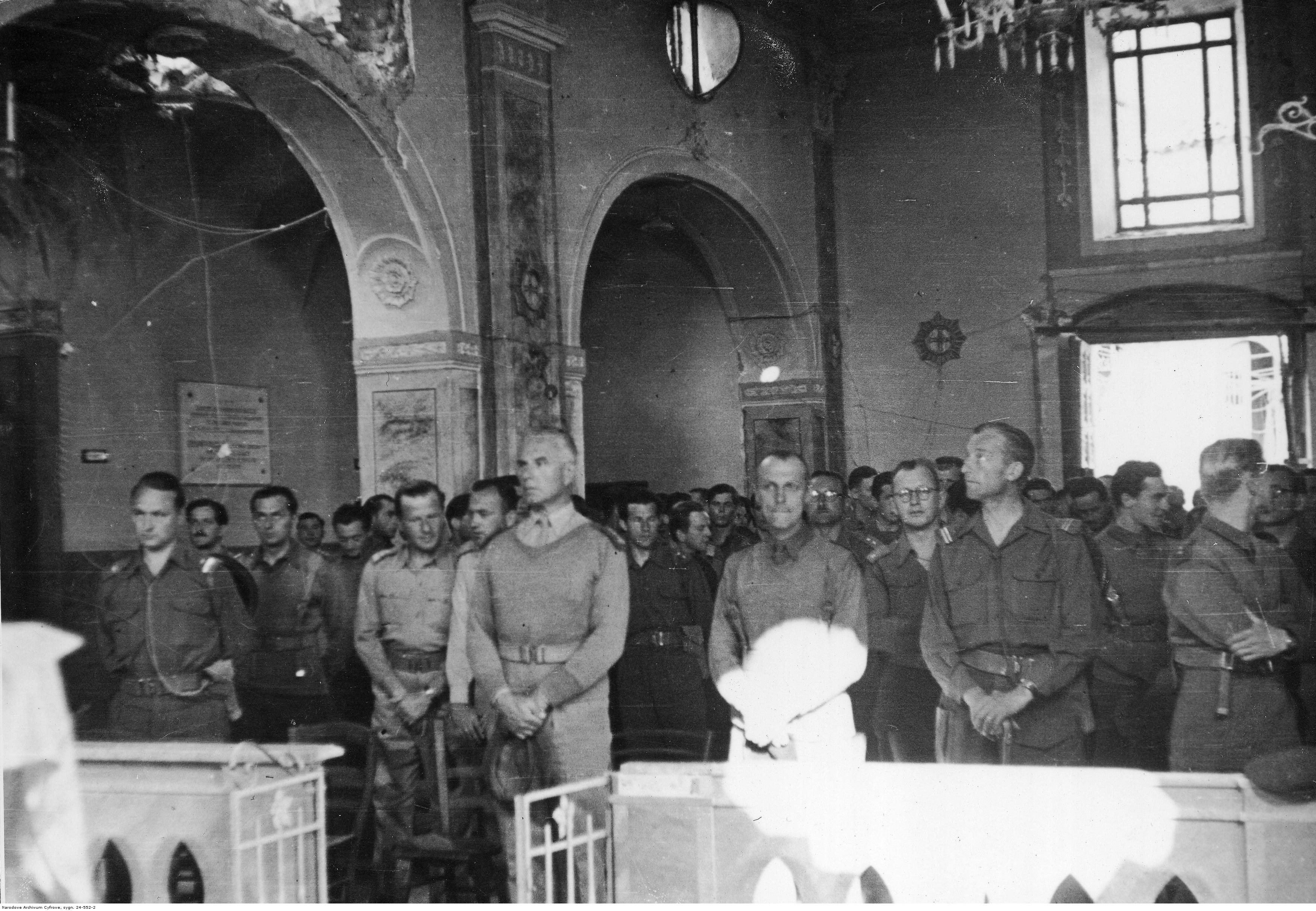
Uroczystość w 6 Lwowskiej Brygadzie Piechoty – msza św. w zniszczonym kościele – w centrum d-ca płk Witold Eugeniusz Sawicki.

Witold Eugeniusz Sawicki h. Nowina (ur. 26 września 1896 w Zmysłówce, zm. 12 stycznia 1979 w Londynie) – pułkownik kawalerii Polskich Sił Zbrojnych, w 1964 mianowany przez władze na uchodźstwie generałem brygady.

## Życiorys
Witold Eugeniusz Sawicki urodził się 26 września 1896 roku w Zmysłówce k. Łańcuta, w rodzinie Henryka i Heleny z Michalików. Był wnukiem Ignacego i Matyldy z Palmowskich, powstańców styczniowych oraz prawnukiem Filipa Sawickiego, szwoleżera gwardii wojsk Napoleona, uczestnika inwazji na Rosję, odznaczonego Legią Honorową.
Z dniem 2 listopada 1927 roku został przydzielony do Wyższej Szkoły Wojennej w Warszawie, w charakterze słuchacza kursu normalnego 1927–1929. 23 sierpnia 1929 roku, po ukończeniu kursu i otrzymaniu dyplomu naukowego oficera dyplomowanego, został przeniesiony służbowo do Departamentu Kawalerii Ministerstwa Spraw Wojskowych w Warszawie na stanowisku szefa wydziału.
31 sierpnia 1929 roku zawarł związek małżeński z Barbarą Kościesza-Kołakowską, z którą miał dwoje dzieci: Zofię (została nauczycielką) i Jacka (zmarłego jako niemowlę).
27 stycznia 1930 roku awansował na majora ze starszeństwem z 1 stycznia 1930 roku i 23. lokatą w korpusie oficerów kawalerii. W 1932 roku został przeniesiony do Centrum Wyszkolenia Piechoty w Rembertowie, pozostając oficerem nadetatowym 2 Pułku Szwoleżerów Rokitniańskich.
Z dniem 1 maja 1934 roku został przeniesiony do 2 pułku strzelców konnych w Hrubieszowie na stanowisko zastępcy dowódcy pułku. W 1935 roku został przeniesiony do dowództwa Pomorskiej Brygady Kawalerii w Bydgoszczy na stanowisko szefa sztabu. W 1938 roku został wyznaczony na stanowisko dyrektora nauk Centrum Wyszkolenia Kawalerii w Grudziądzu.
W październiku 1943 roku został dowódcą 6 Lwowskiej Brygady Piechoty. Na jej czele walczył w kampanii włoskiej 1944–1945, w tym w bitwie o Monte Cassino.
Naczelny Wódz, generał broni Władysław Anders awansował go na generała brygady ze starszeństwem z dniem 1 stycznia 1964 roku w korpusie generałów.
Zmarł 2 stycznia 1979 roku w Londynie. Jego prochy zostały pochowane w grobowcu na Cmentarzu Wojskowym na Powązkach w Warszawie (kwatera A13-1-4).

## Ordery i odznaczenia
- Krzyż Srebrny Orderu Wojskowego Virtuti Militari (24 lipca 1944)
- Krzyż Niepodległości (6 czerwca 1931)[7]
- Krzyż Walecznych (dwukrotnie „za czyny męstwa i odwagi wykazane w bojach toczonych w latach 1918–1921”)
- Krzyż Walecznych (dwukrotnie „za czyny męstwa i odwagi wykazane w wojnie rozpoczętej 1 września 1939 roku”)
- Złoty Krzyż Zasługi z Mieczami
- Złoty Krzyż Zasługi (18 marca 1932)[8]
- Krzyż Pamiątkowy Monte Cassino nr 17631[9]
- Order Wybitnej Służby (Wielka Brytania)
- Legia Zasługi (USA)